# 2075 Мартінез
2075 Мартінез (2075 Martinez) — астероїд головного поясу, відкритий 9 листопада 1974 року.
Тіссеранів параметр щодо Юпітера — 3,338.